# 주룩셈부르크 대한민국 대사관
주룩셈부르크 대한민국 대사관(룩셈부르크어: Ambassade vun der Republik Korea zu Lëtzebuerg, 프랑스어: Ambassade de la République de Corée au Luxembourg, 독일어: Botschaft der Republik Korea in Luxemburg)은 룩셈부르크 룩셈부르크시티에 개설된 대한민국 외교부 소속의 대사관이다.

## 역사
대한민국과 룩셈부르크는 1962년 3월 16일에 외교 관계를 수립했으나 두 나라 모두 상주 외교 공관을 설치하지 않았었다. 대한민국 정부에서는 2024년 이전까지 주벨기에 유럽연합 대한민국 대사관 겸 주북대서양조약기구 대한민국 대표부가 룩셈부르크와 관련된 외교 업무를 겸임했다. 룩셈부르크 정부에서는 2024년에 주한 룩셈부르크 대표부가 주한 룩셈부르크 대사관으로 승격되기 이전까지 주일본 룩셈부르크 대사관이 대한민국과 관련된 외교 업무를 겸임했다.
룩셈부르크 정부가 2023년에 대한민국 주재 대사관을 개설하기로 결정함에 따라 대한민국 정부에서도 2023년 11월 7일에 주룩셈부르크 대사관 개설을 결정했다. 2024년 8월 20일에는 윤석열 대한민국 대통령이 전영희 초대 주룩셈부르크 대한민국 대사에게 신임장을 봉정했고 2024년 9월 12일에 전영희 대사가 앙리 룩셈부르크 대공에게 신임장을 제정하면서 주룩셈부르크 대한민국 대사관이 정식 개관했다.

## 같이 보기
- 주한 룩셈부르크 대사관
- 대한민국-룩셈부르크 관계